# تشندر محلة (بالا خيابان ليتكوة)
تشندر محلة (بالفارسية: چندرمحله) هي قرية تقع في إيران في قسم بالا خیابان لیتکوة الريفي. يقدر عدد سكانها بـ 886 نسمة بحسب إحصاء 2016.